# 辻本通
辻本通（つじほんとおり）は、愛知県名古屋市北区にある地名。現行行政地名は辻本通1丁目から辻本通4丁目。住居表示未実施。

## 地理
名古屋市北区中央部に位置する。南東は黒川に残る下飯田町字狐向・辻町字下道・字砂田を挟んで木津根町・龍ノ口町・真畔町・辻町字流・上飯田西町、北東は新堀町、北西は辻町に接する。南西から順に1丁目から4丁目がある。愛知県道102号名古屋犬山線（防衛道路）に沿って細長い町域が設定されている。

## 歴史

### 町名の由来
辻町の一部から成立したことから、その新しい通りに町名の一部を付けたものである。

### 沿革
- 1949年（昭和24年）7月1日 - 下飯田町字狐向・辻町字西辻栄・東辻栄の各一部より成立[1]。

## 世帯数と人口
2022（令和4年）1月1日現在の世帯数と人口は以下の通りである。
| 町丁   | 世帯数  | 人口    |
| ------ | ------- | ------- |
| 辻本通 | 551世帯 | 1,082人 |

### 人口の変遷
国勢調査による人口の推移
| 2000年（平成12年） | 958人  | [ 7 ]  |  |
| 2005年（平成17年） | 1134人 | [ 8 ]  |  |
| 2010年（平成22年） | 1102人 | [ 9 ]  |  |
| 2015年（平成27年） | 1084人 | [ 10 ] |  |

## 学区
市立小・中学校に通う場合、学校等は以下の通りとなる。また、公立高等学校に通う場合の学区は以下の通りとなる。なお、小・中学校は学校選択制度を導入しておらず、番毎で各学校に指定されている。
| 丁目        | 小学校                                      | 中学校                                    | 高等学校 |
| ----------- | ------------------------------------------- | ----------------------------------------- | -------- |
| 辻本通1丁目 | 名古屋市立名北小学校 名古屋市立東志賀小学校 | 名古屋市立若葉中学校 名古屋市立北陵中学校 | 尾張学区 |
| 辻本通2丁目 | 名古屋市立辻小学校                          | 名古屋市立北陵中学校                      | 尾張学区 |
| 辻本通3丁目 | 名古屋市立辻小学校                          | 名古屋市立北陵中学校                      | 尾張学区 |
| 辻本通4丁目 | 名古屋市立辻小学校                          | 名古屋市立北陵中学校                      | 尾張学区 |

## 交通

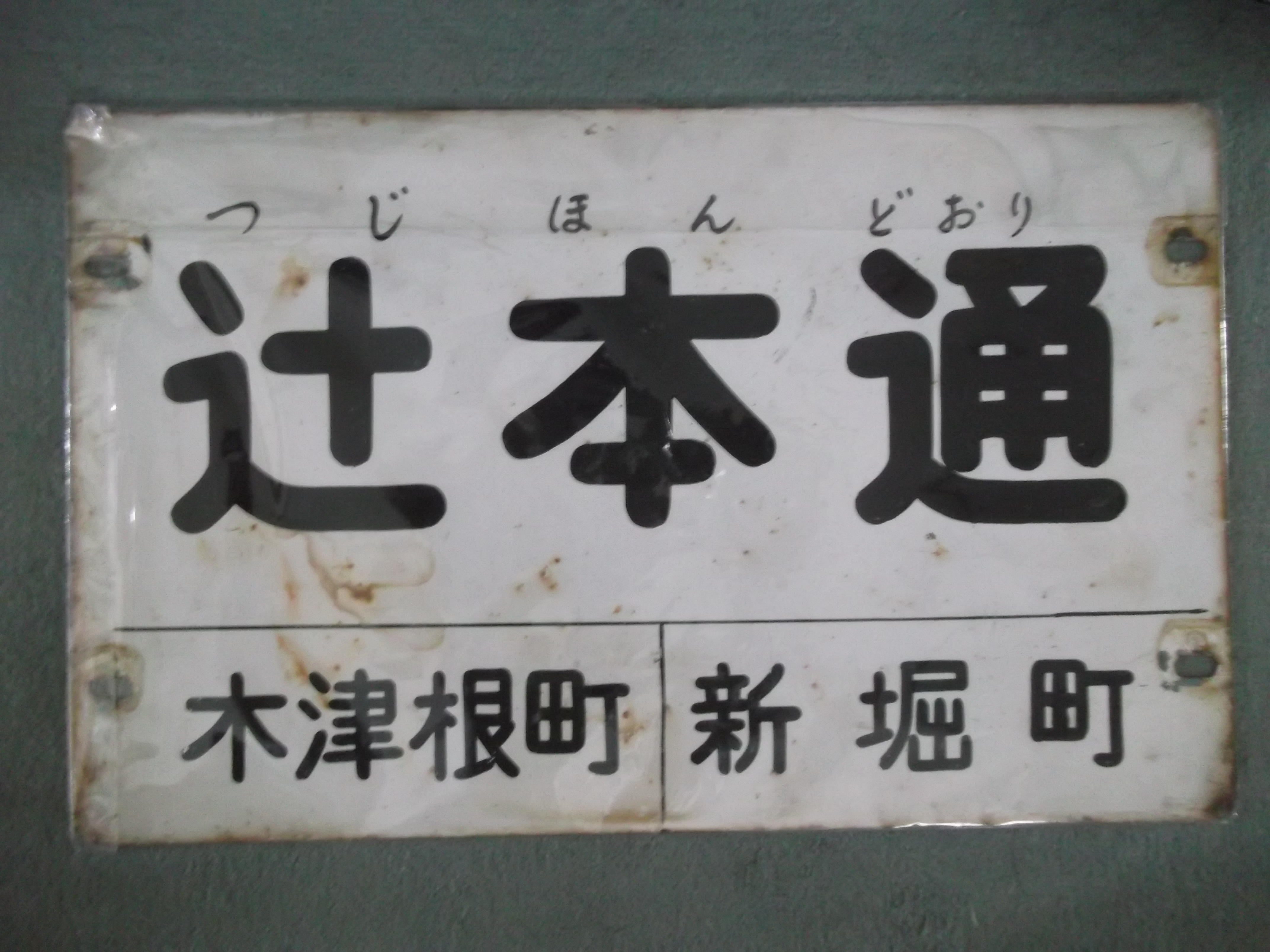
市バス「辻本通」停銘板

### バス
かつては県道上を名古屋市交通局市バスの路線があったが、現在は運行されていない。また、辻本通を名乗る停留所はあるものの、当町域内にはない。

### 道路
- 愛知県道102号名古屋犬山線（防衛道路）

## 施設
- 米常ライス本社
- 名古屋冠婚葬祭互助会本社
- 名古屋市環境局北環境事業所
- 岡崎信用金庫城北支店

1969年（昭和44年）12月22日開設。
- 名古屋北郵便局

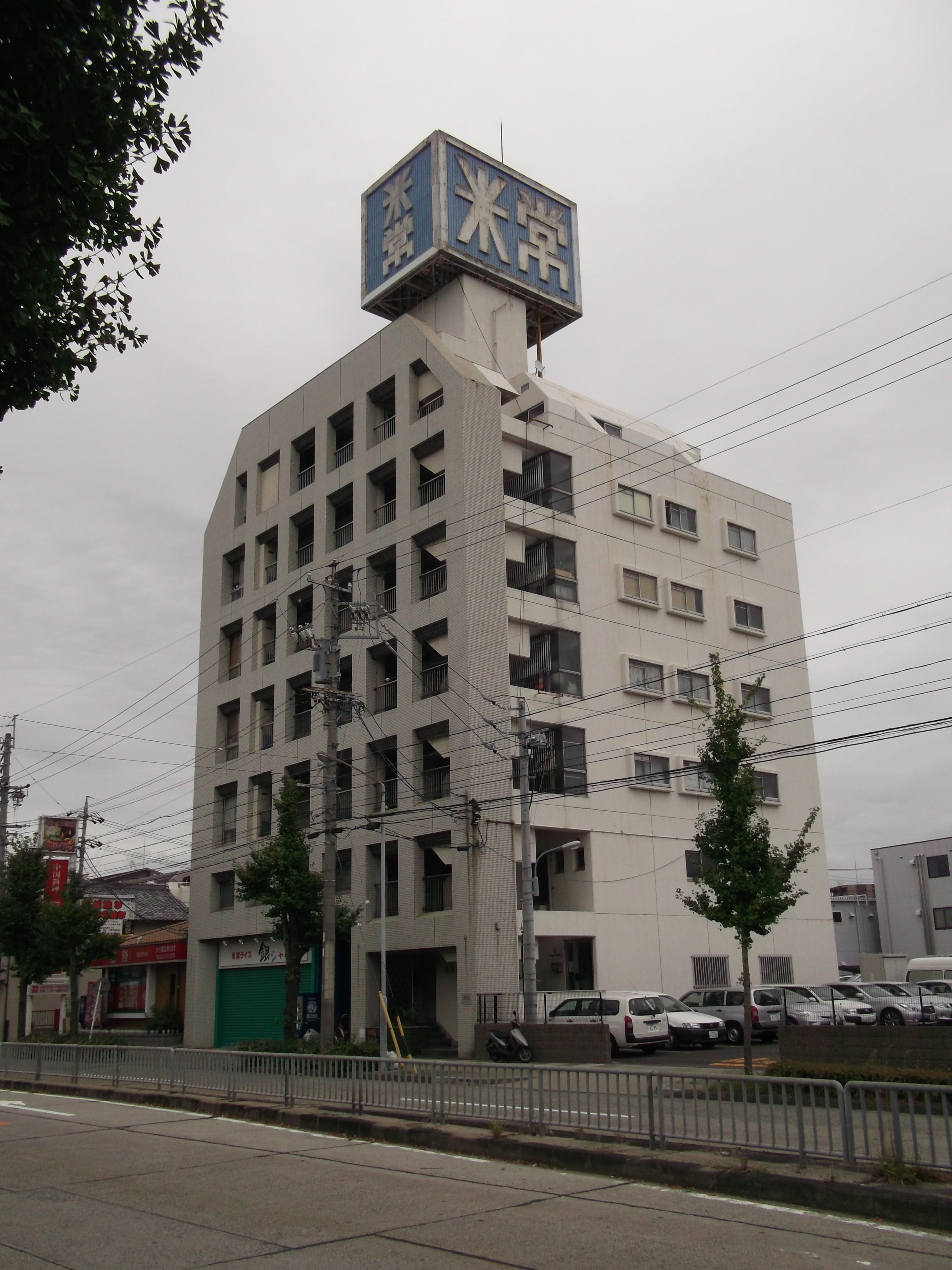
米常ライス
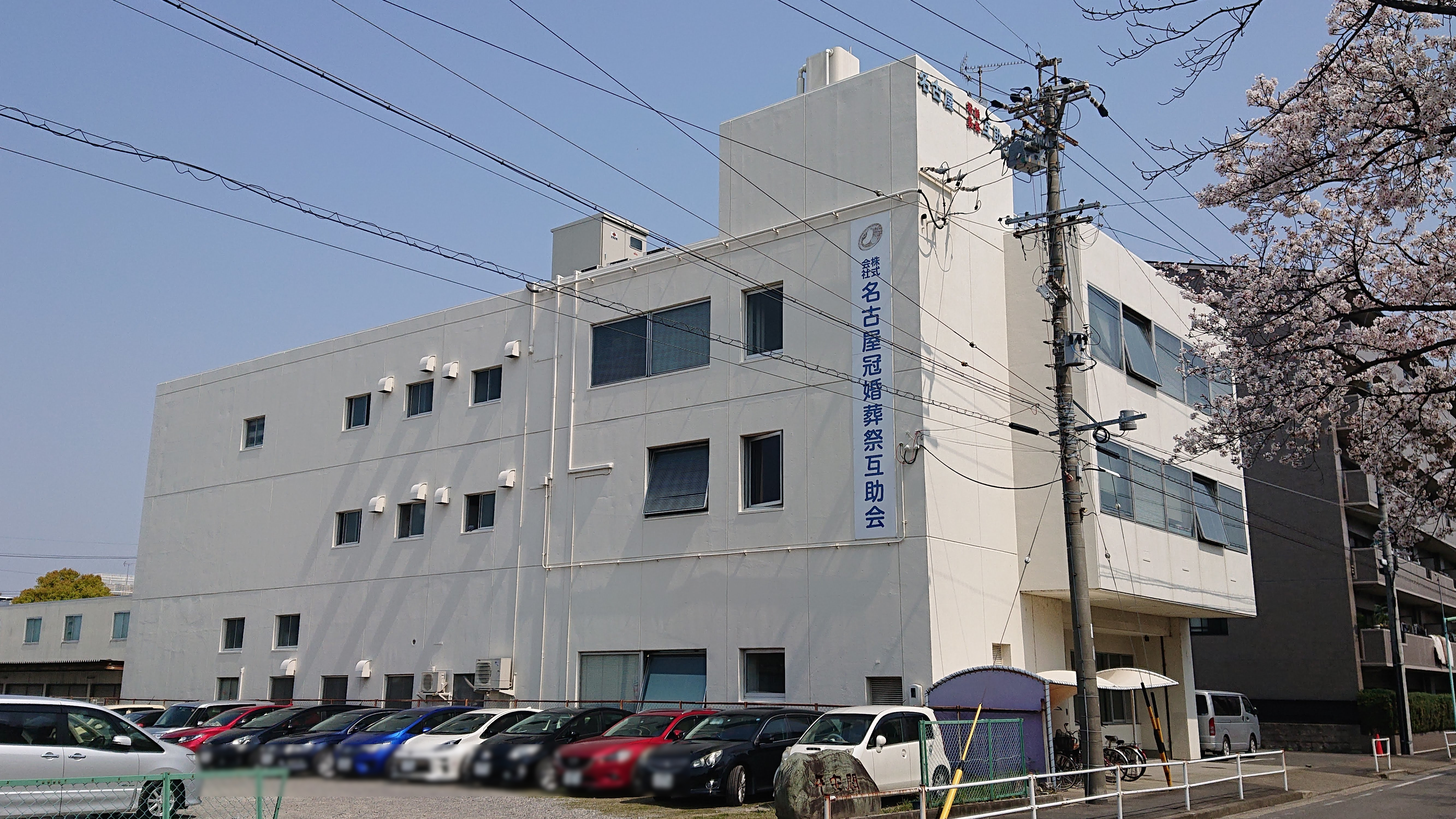
名古屋冠婚葬祭互助会本社
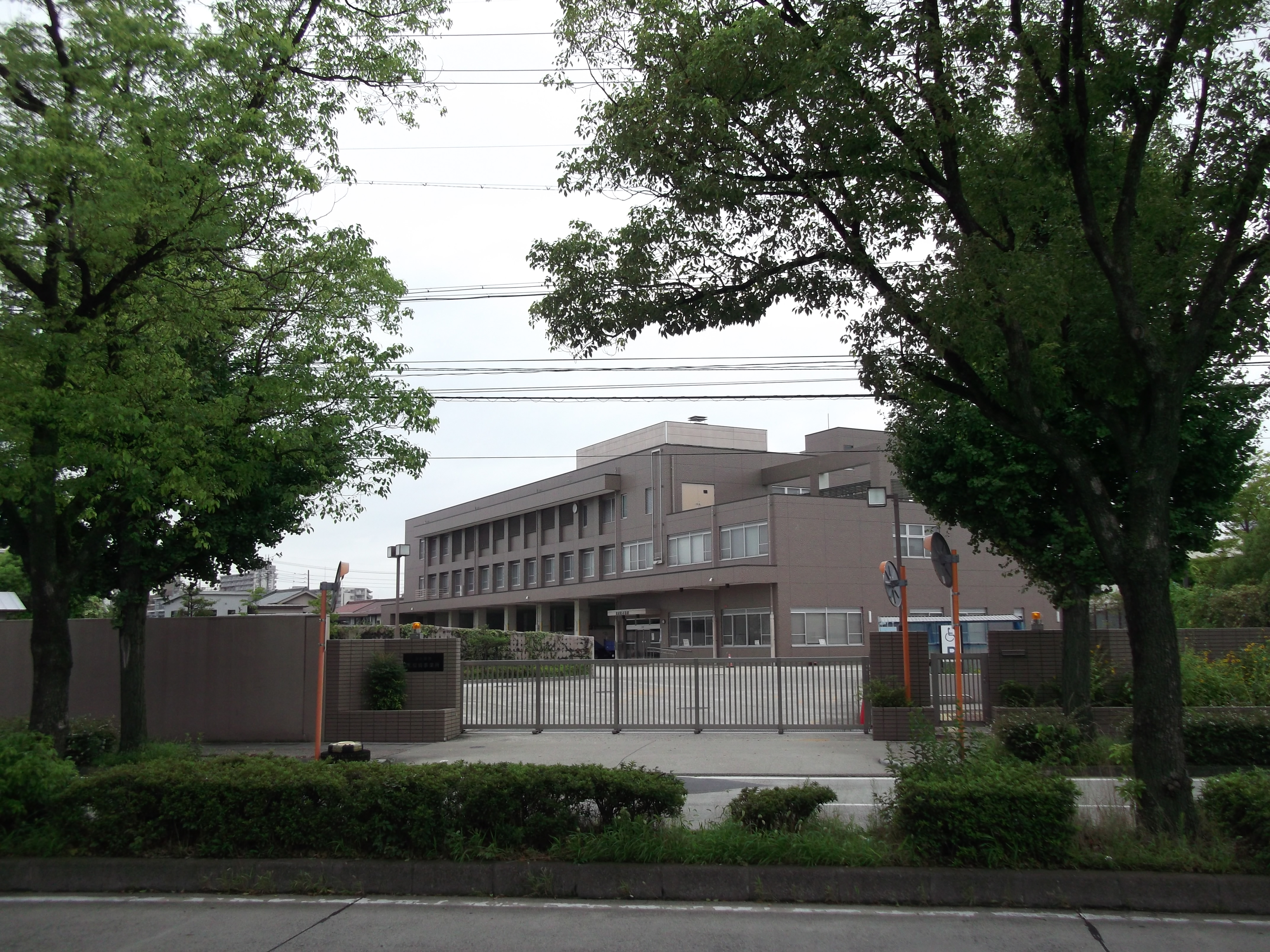
名古屋市環境局北環境事業所
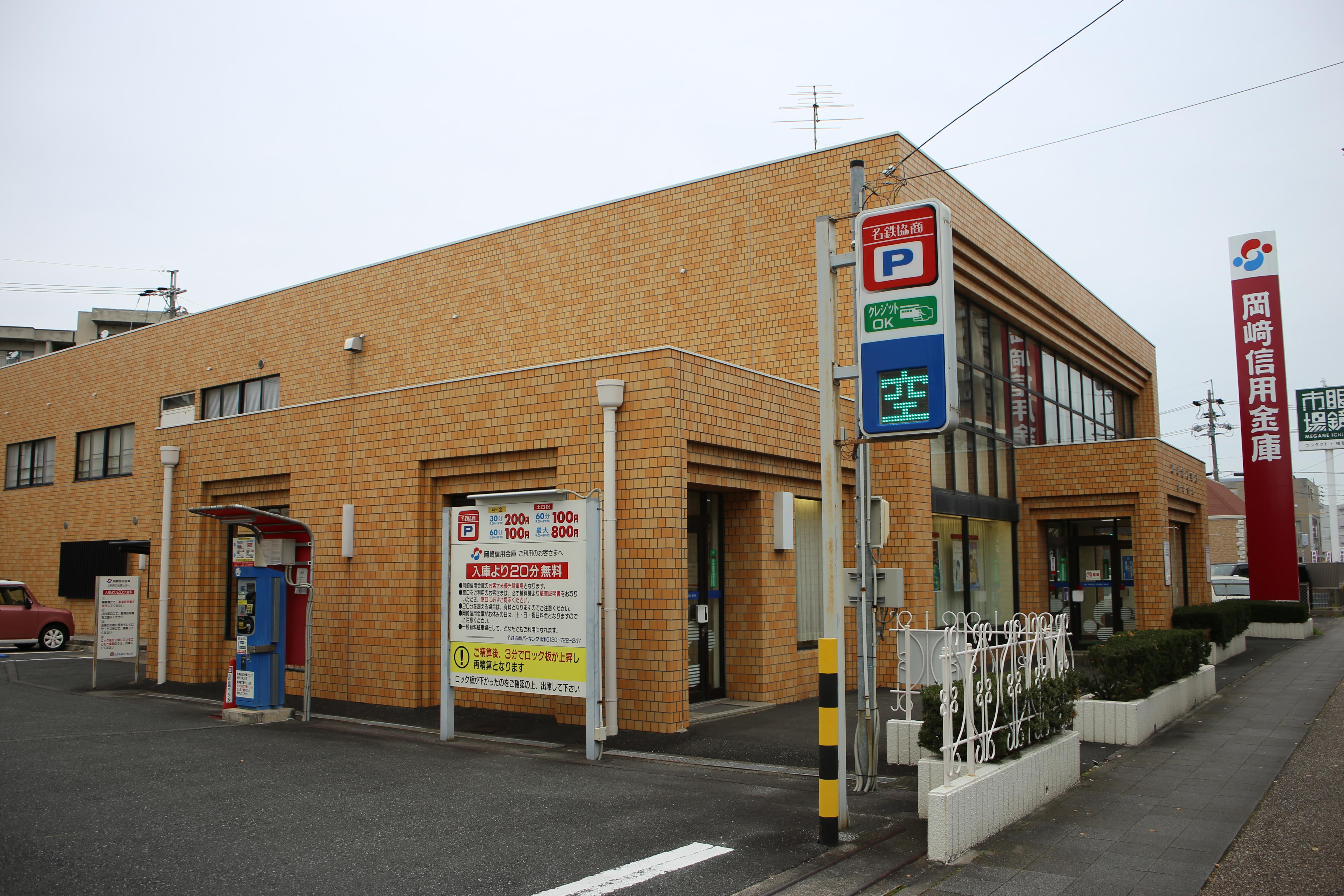
岡崎信用金庫城北支店
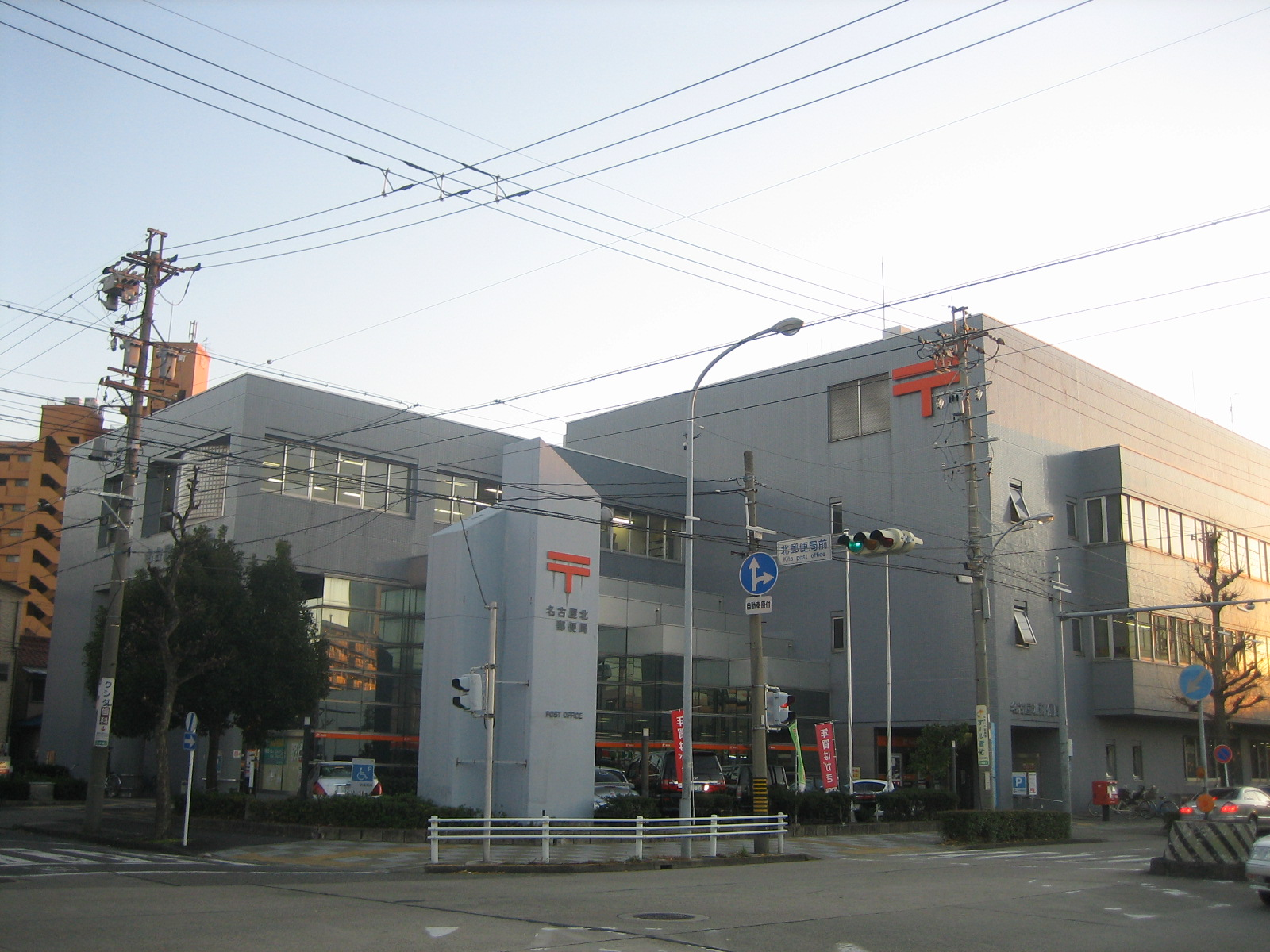
名古屋北郵便局

## その他

### 日本郵便
- 郵便番号 : 462-0861[3]（集配局：名古屋北郵便局[14]）。